# Сансони, Гульельмо
Гульельмо Сансони, псевд. Тато (ит. Guglielmo Sansoni; род. 1896г. Болонья — ум. 1974г. Рим) — итальянский художник-футурист, один из основателей аэроживописи.

## Жизнь и творчество
В 1920 году художник объявляет о похоронах Гульельмо Сансони и новом рождении себя под именем Тато(от Tato futuristo). В 1922 году Тато знакомится в Болонье с Ф. Т. Маринетти, и между ними завязывается тесная дружба. В 1929 году Тото, совместно с Маринетти, Доттори, Крали, Прамполини и ещё несколькими художниками-футуристами объединяется вокруг опубликованной в «Газетта дель Пополо» (Gazetta del Popolo) футуристического «Манифеста аэроживописи» (Manifesto dell´Aeropittura), положив начало этому художественному течению, заключительному в итальянском футуризме «второй волны». В 1930 году Тато, совместно с Маринетти, участвует в организации Первого конгресса национальной фотографии Италии.

## Избранные работы
- «Мотоциклист» 1926
- «Аэроживопись(воздушный полёт)» 1933
- «Аэроплан» 1932
- «Автопортрет в ателье» 1935
- «Аэроживопись» 1938